# Grégoire de Spoelberch
Grégoire Werner François de Spoelberch (Elsene, 17 april 1966) is een Belgisch ondernemer en bestuurder. Hij is een telg uit de familie de Spoelberch, een van de Belgische families achter AB InBev, de grootste brouwerij ter wereld.

## Levensloop
Grégoire de Spoelberch is een zoon van Nicolas de Spoelberch (1937) en Patricia Lippitt (1943). De familie de Spoelberch is samen met de familie de Mévius en de familie van Alexandre Van Damme een van de belangrijkste aandeelhouders van AB InBev, de grootste brouwerij ter wereld. Hij is getrouwd met Tatania Munchen (1968). Ze kregen drie zoons en een dochter. Zijn familie wordt beschouwd als een van de rijkste van België.
Hij behaalde een MBA aan het INSEAD in Frankrijk. Hij werd bestuurder in verschillende familiale vennootschappen, waaronder de familiale holding Eugénie Patri Sébastien, investeringsmaatschappij Verlinvest en Cobehold, de holding boven investeringsmaatschappij Cobepa. Hij werd in 2007 namens EPS bestuurder van InBev (sinds 2008 AB InBev). In die hoedanigheid volgde hij zijn oom Philippe de Spoelberch op. Ook is hij bestuurder van het Fonds Baillet Latour.
De Spoelberch was ook als ondernemer actief. Zo stapte hij in 2004 samen met Thibault van Hövell en KBC Private Equity in restaurantketen Lunch Garden. Hij werd er co-CEO. In 2009 verkochten ze de keten aan het Nederlandse investeringsfonds H2.